# Малякшин, Пётр Артемьевич
Пётр Артемьевич Малякшин — советский военный, государственный и политический деятель, генерал-лейтенант (1977).

## Биография
Родился в 1923 году в селе Малые Кармалы. Мордвин. Член КПСС с 1943 года.
С 1941 года — на военной службе, общественной и политической работе. В 1941—1945 гг. — участник Великой Отечественной войны, командир батальона, выпускник Военной академии им. М. В. Фрунзе, командир полка, командир 201-й мотострелковой дивизии. С февраля 1973 года — первый заместитель командующего 13-й армией Прикарпатского военного округа, затем заместитель командующего войсками Приволжского военного округа, заведующий кафедрой общей тактики Военной академии имени М. В. Фрунзе.
Генерал — майор / 19.02.1968 /. Генерал — лейтенант / 30.10.1978 /
Делегат XXIV съезда КПСС.
Умер в Москве в 1989 году. Похоронен в Москве на Троекуровском кладбище.

## Фото
Имеется фото, где Дивизионная разведрота 7-й гвардейской воздушно-десантной дивизии, и в центре сидит командир разведроты старший лейтенант Малякшин Петр Артемьевич. Фотография сделана в первые дни после Победы в Австрии в местечке Вайдхоффен.

## Награды
- Медаль «В ознаменование 100-летия со дня рождения Владимира Ильича Ленина»
- Медаль «За боевые заслуги»
- Медаль «За оборону Москвы»
- Медаль «За взятие Будапешта»
- Медаль «За взятие Вены»
- Медаль «За победу над Германией»
- Медаль «30 лет Победы над милитаристской Японией», Монголия
- Медаль «Победа на Халхин-Голе», Монголия
- Бронзовая звезда (США)[1][2][3] (1945)